# یاقوت‌ها

درصد یاکوت ها در نواحی مختلف یاکوتستان بر اساس سرشماری سال ۲۰۱۰

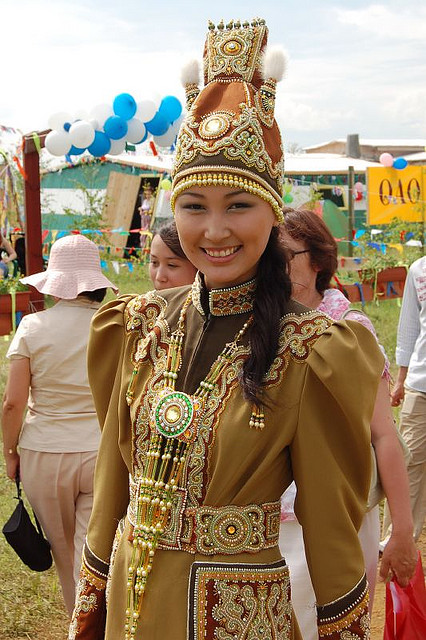
زن یاکوتی در پوشش سنتی

یاقوت‌ها یا یاکوت‌ها (به زبان یاکوتی:Саха, Saxa) گروهی از مردم ترک در منطقه یاکوتیا می‌باشند.
زبان یاکوتی متعلق به شاخه شمالی زبان‌های ترکی است. قوم ساکا نیز بیشتر در ناحیه یاکوتیا در فدراسیون روسیه و همچنین ناحیه آمور، ماگادان، ساخالین و نواحی خودمختار ایونکی و تایمور زندگی می‌کنند.
یاقوت‌ها از نظر اقتصادی و جغرافیایی به دو گروه عمده تقسیم می‌شوند. یاقوت‌های شمالی به طور سنتی ماهیگیر و شکارچی می‌باشند؛ در حالی که، یاقوت‌های جنوب به کشاورزی و نگهداری اسب و گاو می‌پردازند.